# Vindelälven
A Vindelälven Észak-Svédország egyik nagy folyója, az Umeälven északi mellékvize, egyben Svédország legnagyobb olyan folyóvize, ami nem közvetlenül a tengerbe torkollik, tehát mellékfolyó. A Vindelälven Svédország négy szabályozatlanul hagyott folyója közül az egyik. (A többi három a Torneälven, a Kalixälven és a Piteälven. 1993-ban ezeket a Riksdag, a svéd parlament nemzeti folyónak nyilvánította és rögzítette, hogy azok kiépítetlenül maradjanak.) Tavaszi árvize emiatt sokkal nagyobb, mint a szabályozott Ume-folyóé.

## Földrajzi leírása

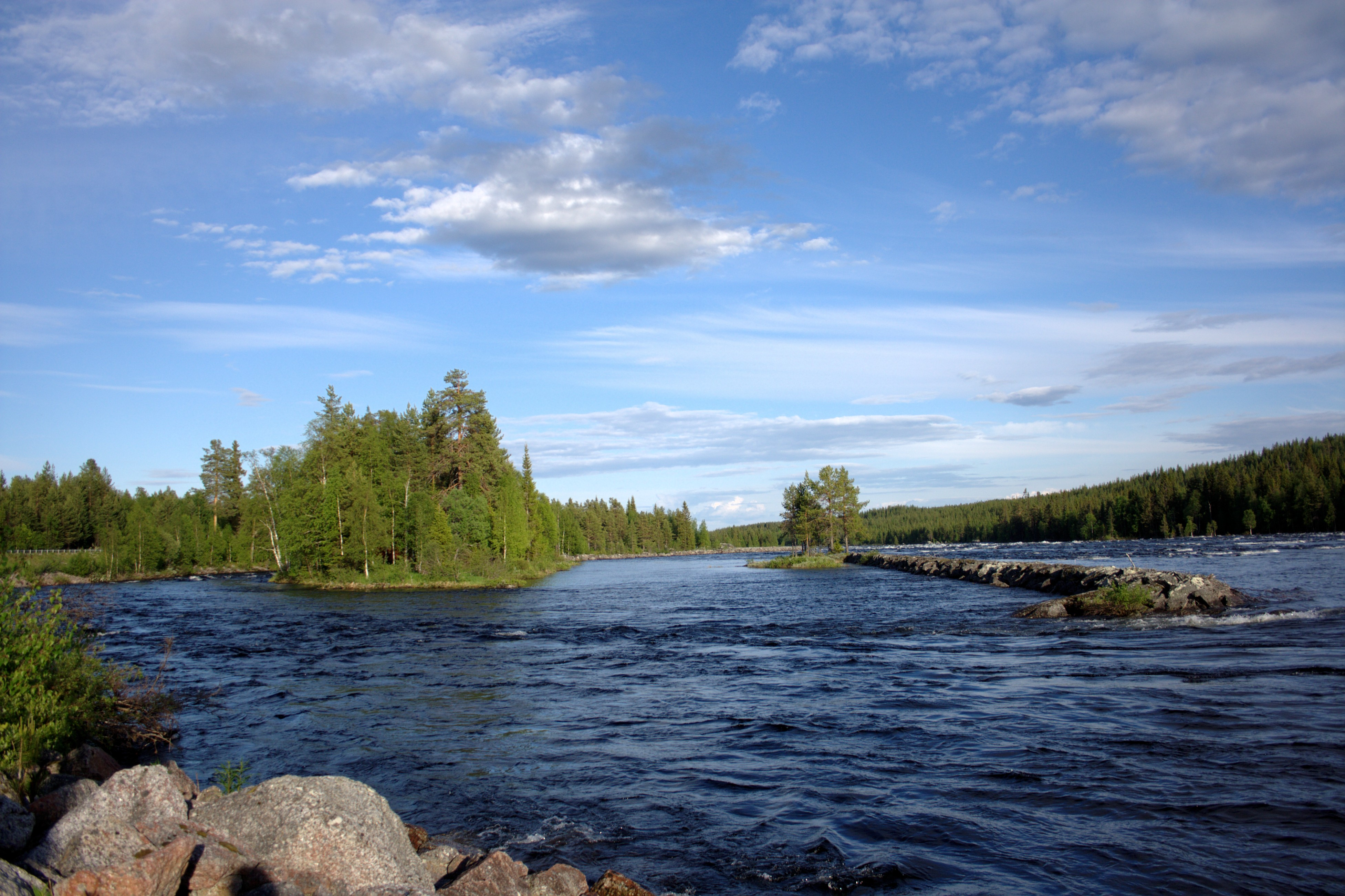
A Beuka-sellő, jobbra egy terelőgát 1954-ből

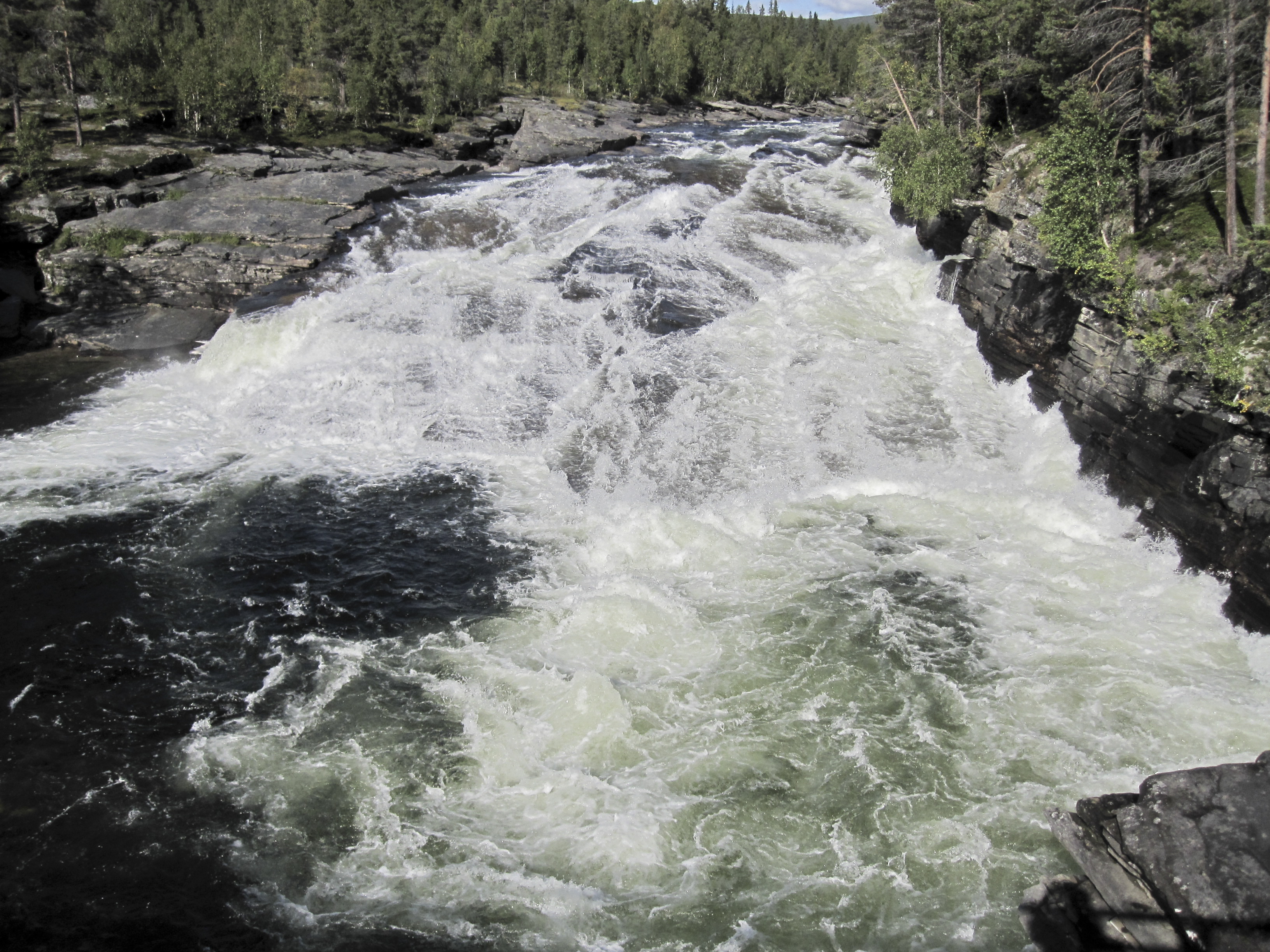
A Vindelå-sellő Ammarnäs-nél

A Vindel-folyó a Skandináv-hegység gerincén húzódó svéd-norvég határ közelében, a fjellek vidékén ered Norrbotten megyében, Arjeplog község déli részén. Délkeleti irányban haladva átlép Västerbotten megyébe, átfolyik Sorsele község területén, beleértve a Storvindeln tavat, majd Vindelns község után érinti Umeå község területét is, végül Vännäs község területén délre fordulva csatlakozik az Ume-folyóhoz Vännäsbytől délre, mindössze 25 kilométerre a tengertől. A folyó által érintett jelentősebb települések Ammarnäs, Sorsele, Rusksele, Åmsele és Vindeln. Legnagyobb mellékvize a Lais-folyó.
A folyón kiépítetlensége miatt számos sellő maradt meg, ezek közül néhány nevet is kapott.

## Természetvédelmi viták
A svédországi nagy vízerőművek építése idején, a 60-as években a Vindelälvent is kiszemelték energiájának kiaknázására. A vízügyi hatóság és a nagy természetvédelmi szervezetek már elfogadták a vízenergia kiaknázására irányuló terveket, és a parlamentben is többségben voltak a terv pártolói. A helyi hatóságok és önkormányzatok sem találtak kivetnivalót a további vízerőművek építésében. A helyi lakosság azonban egyre jobban tiltakozott a tervezett nagy áttelepítések ellen, és Olof Palme szociáldemokrata kormányzata ezt felismerve politikai döntést hozva lemondott az építkezésről, ami új fejezetet nyitott a svéd környezetvédelem  történetében.

## Fordítás
- Ez a szócikk részben vagy egészben a Vindelälven című svéd Wikipédia-szócikk ezen változatának fordításán alapul.  Az eredeti cikk szerkesztőit annak laptörténete sorolja fel. Ez a jelzés csupán a megfogalmazás eredetét és a szerzői jogokat jelzi, nem szolgál a cikkben szereplő információk forrásmegjelöléseként.